# Venom
Venom este o formație de heavy metal britanică înființată în Newcastle, Anglia, fondată în anul 1979. Trupa este încadrată ca una din primele trupe de black metal, și cea mai mare inspirație a metalului extrem din Europa.
Trupa a fost considerată, conform criticilor muzicali, ca o trupă thrash metal/speed metal, decât black metal din ziua de astăzi, dar fiind o interpretare mai dură a muzicii thrash metal, trupa a influențat multe alte stiluri de metal extrem de-a lungul timpului.

## Componență

### Membri actuali
- Conrad "Cronos" Lant - chitară bas și voce (1979–1987, 1995–prezent)
- Stuart ''La Rage'' Dixon - Chitară (2007–prezent )
- Danny ''Danté'' Needham - Baterie (2009–prezent)

### Foști membri
- Jeffrey "Mantas" Dunn  - Chitară (1979–1986, 1989–2002)
- Mike "Mykvs" Hickey -  Chitară (1987-1988, 2005–2007)
- Jim Clare  - Chitară (1987-1988)
- Alastair "Big Al" Barnes  - Chitară (1989–1991)
- Steve "War Maniac" White - Chitară (1992)
- Anthony "Abaddon" Bray -  Baterie (1979–1999)
- Clive "Jesus Christ" Archer  - Voce (1979-1980)
- Tony "Demolition Man" Dolan - Chitară bas și voce (1989–1992)
- Antony "Antton" Lant - Baterie (2000–2009)

## Discografie

### Albume de studio
- Welcome to Hell (1981)
- Black Metal  (1982)
- At War with Satan (1984)
- Official Bootleg (1985)
- Possessed  (1985)
- Eine Kleine Nachtmusik (1986)
- Singles 80-86 (1986)
- Calm Before the Storm (1987)
- Prime Evil (1988)
- Temples of Ice (1991)
- The Waste Lands (1992)
- In Memorium - The Best of Venom  (1993)
- Skeletons in the Closet (1993)
- A Tribute to Venom - In the Name of Satan (1994)
- Cast in Stone (1997)
- From the Heaven to the Unknown (2CD) (1997)
- Resurrection (2000)
- Bitten (2002)
- MMV (4CD) (2005)
- Metal Black (2006)
- Hell (2008)
- Fallen Angels (2011)
- From the Very Depths (2015)
- Storm the Gates (2018)

## Legături  externe
- en   – website-ul oficial
- en   – website-ul fanilor
- en   – pagina oficială de MySpace
- ro   – pagină dedicată trupei (biografie, discografie)